# Anthomuricea divergens
Anthomuricea divergens är en korallart som beskrevs av Kükenthal 1919. Anthomuricea divergens ingår i släktet Anthomuricea och familjen Plexauridae. Inga underarter finns listade i Catalogue of Life.